# Creighton Williams Abrams
Pour les articles homonymes, voir Abrams.
Creighton Williams Abrams Junior (15 septembre 1914 - 4 septembre 1974) est un général américain qui s'est illustré dans l'arme blindée durant la Seconde Guerre mondiale. Après avoir participé à la guerre de Corée, il a commandé les forces américaines au Vietnam de 1968 à 1972 puis occupé le poste de chef d’État-major de l'US Army de 1972 à 1974.

## Origines
Creighton Williams Abrams Jr est né le 15 septembre 1914 à Springfield, Massachusetts dans une famille modeste. Sorti de l’Académie militaire de West Point en 1936, il épousa la même année Julia Harvey, avec laquelle il aura trois filles et trois fils. Le S/Lt Abrams fut affecté à la 1re division de cavalerie. Promu lieutenant en juin 1939, il entre dans l’arme blindée en septembre 1940.

## Seconde Guerre mondiale
En tant que lieutenant-colonel en septembre 1943, il a commandé le 37e bataillon de chars, 4e division blindée en opérations en Europe jusqu’en 1945. Unité de pointe de la 4e division blindée] et de la 3e armée américaine, le 37e bataillon eut souvent à faire face à des adversaires très entraînés, équipés d’un matériel plus puissant mais moins rapide. C’est dans ces conditions que Creighton Abrams va se révéler un commandant agressif et efficace. Il s’est particulièrement fait remarquer à Bastogne où il commande l'unité qui va rompre l'encerclement de la ville et opérer la liaison avec les troupes qui défendent Bastogne. Le général George Patton dira de lui : « Je suis supposé être le meilleur commandant de chars de l’armée américaine, mais je suis battu : Abe Abrams est le champion du monde. »[réf. nécessaire]

## La guerre froide
Après un passage à l’État-major Général de l’US Army, il fut responsable des tactiques à l’École des Blindés à Fort Knox. Breveté du Collège des officiers supérieurs de Fort Leavenworth en 1949, il a ensuite commandé en Europe le 63e bataillon de chars, 1re division d'infanterie de 1949 à 1951, puis le 2e régiment de cavalerie blindée.
Breveté de l’École de Guerre de l’US Army en 1953, il occupa les postes de Chef d’État-major des I, X et IX Corps en Corée en 1953 et 1954 avant de diriger le Centre de l’Arme Blindée à Fort Knox. Promu major-général à titre temporaire en juin 1960, il a ensuite occupé divers postes d’état-major et commandé la 3e division blindée de 1960 à 1962. Nommé brigadier-général en février 1963, il a assuré la fonction de vice-chef d’État-major de l’US Army entre août 1964 et avril 1967.

## Vietnam
De 1967 à 1972, le général Abrams a dirigé la Mission Militaire d’Assistance de l’US Army au Vietnam, succédant le 10 juin 1968 au général William Westmoreland. Beaucoup moins optimiste que son prédécesseur sur l’avenir du conflit, il fut chargé par le président Richard Nixon d’assurer le transfert des opérations militaires aux Sud Vietnamiens. Entre décembre 1968 et fin 1972, les effectifs américains engagés au Sud Est Asiatique passèrent de 530 000 à 30 000 hommes. C’est aussi le général Abrams qui dirigea l’offensive américaine au Cambodge en 1970. C’est durant son séjour au Vietnam qu’il se convertira à la religion catholique.

## Chef d'état-major de l'US Army
Enfin, du 12 octobre 1972 au 4 septembre 1974, il a occupé le poste de Chef d'état-major de l'US Army. Il a donc eu à charge de superviser le retrait total des troupes américaines engagées au Sud-Est asiatique, la réduction des effectifs de l'US Army et sa réorganisation, la suppression de la conscription et la transformation de l'armée américaine en armée de métier. Premier chef d'état-major de l'US Army mort en activité, le général Creighton W. Abrams, Jr est décédé d'un cancer à Washington, DC, le 4 septembre 1974. Il est enterré dans une section réservée du cimetière national d’Arlington, en Virginie.
C'est en mémoire de ce spécialiste de l'arme blindée que l'US Army a baptisé son char de combat M1 Abrams.